# Tracie Savage
Tracie Savage (Ann Arbor, 7 de noviembre de 1962) es una periodista, profesora de universidad y actriz estadounidense. Ella ha aparecido en diversas películas y series de televisión.

## Biografía
Savage nació en Ann Arbor, Míchigan y se graduó de la Universidad de Míchigan. Su madre, Judy se convirtió en un agente de talento luego de que Tracie comenzara su carrera como actriz. Sus roles en televisión incluyen a Christy Kennedy en la serie Little House on the Prairie desde 1974-1975. Ella originalmente audicionó para el papel de Laura Ingalls. Otros participaciones en televisión incluyen Love, American Style, Marcus Welby, M.D., Happy Days, and Here's Boomer. Sus roles en el cine inculyen el papel de Debbie Klein en la película Friday the 13th Part III. Luego de filmar la película, Savage se retiró de la actuación para incursionar en el periodismo. 
Savage fue reportera en WHIO-TV en Dayton, Ohio desde 1986 hasta 1991. Luego comenzó en 1994 trabajando para NBC4 en Los Ángeles, California por siete años. Desde septiembre de 2001, ha trabajado para KFWB, una estación de radio de noticias en Los Ángeles.
Savage ha cubierto los juicios civiles de Heidi Fleiss y O. J. Simpson. Durante el juicio de O. J. Simpson, Savage fue llamada al estrado de los testigos para revelar sus fuentes confidenciales, y fue amenazada con ir a la cárcel por el juez Ito. En 2005, Savage volvió a actuar y apareció en la película Loretta. Más recientemente, ha aparecido en PJTV, cadena de televisión en Internet.

## Filmografía
- Loretta (2005)
- Friday the 13th Part III (1982)
- The Devil and Max Devlin (1981)
- Friendly Persuasion (1975)
- The Legend of Lizzie Burden (1975)
- Terror on the 40th Floor (1974)
- Hurrican (1974)